# Bäsawunena
Bäsawunena /Bääsaⁿwuune'naⁿ; Bä′sawuně′na, 'wood-lodge men'/, Nekoć samostalno pleme, danas jedna od lokalnih skupina Arapaho Indijanaca. Basawunene su vjerojatno Algonquianskog jezičnog roda, koje je ratovalo protiv Arapaha, ali su u kasnijim vremenima adoptirani od Sjevernih Arapaha, a manji dio je primječen među Južnim Arapahima.